# Stazione di Cocullo
Stazione di Cocullo vasútállomás Olaszországban, Cocullo településen.

## Vasútvonalak
Az állomást az alábbi vasútvonalak érintik:
- Róma–Sulmona–Pescara-vasútvonal

## Kapcsolódó állomások
A vasútállomáshoz az alábbi állomások vannak a legközelebb:
- Stazione di Goriano Sicoli
- Stazione di Carrito Ortona